# Baeotis creusis
Baeotis creusis är en fjärilsart som beskrevs av William Chapman Hewitson 1874. Baeotis creusis ingår i släktet Baeotis och familjen Riodinidae. Inga underarter finns listade i Catalogue of Life.

## Bildgalleri

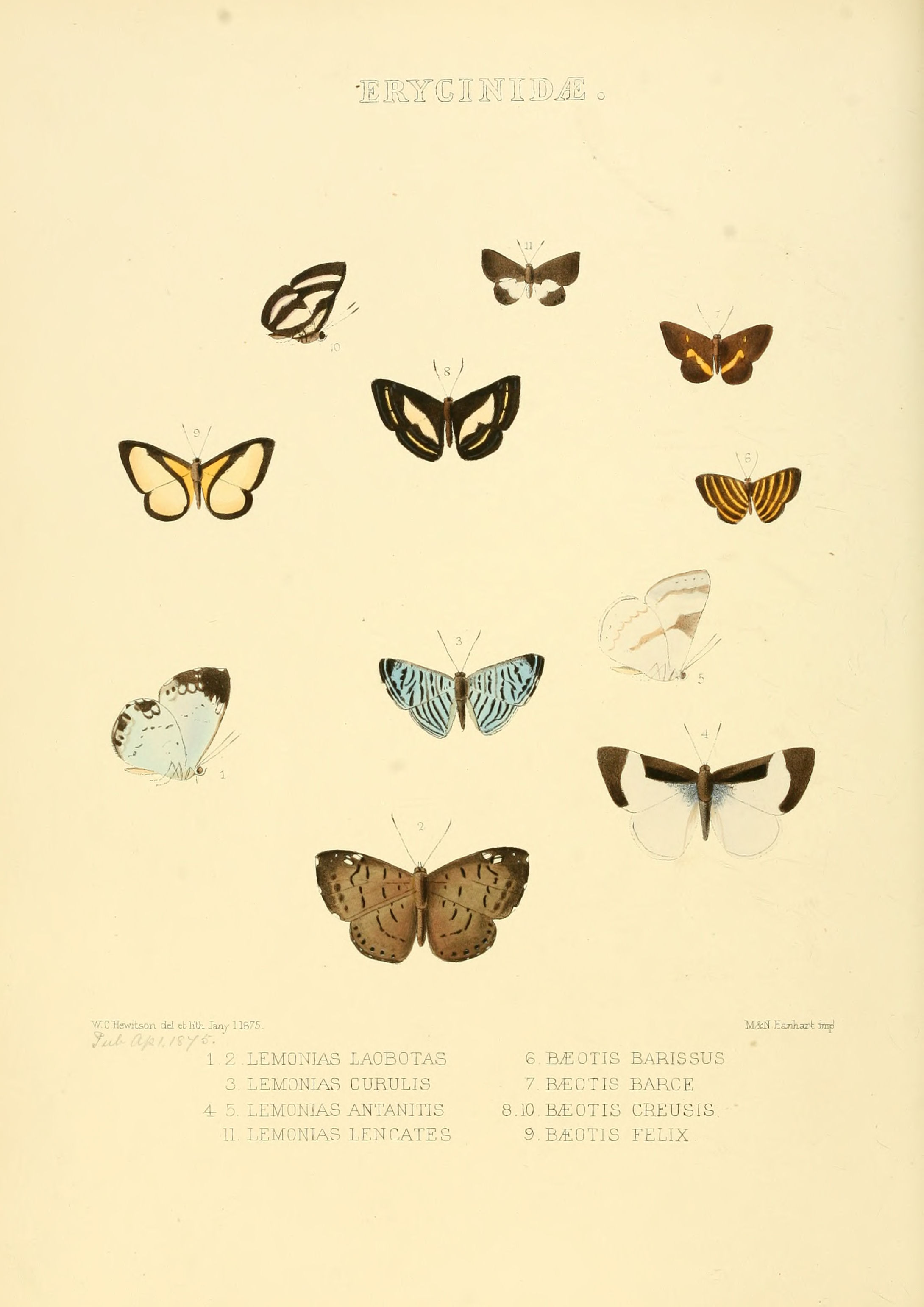